# Sina Arnet
Sina Arnet (ur. 28 lipca 2005 w Stans) – szwajcarska skoczkini narciarska, reprezentantka klubu Nordic Engelberg. Zwyciężczyni klasyfikacji generalnej FIS Cup w sezonie 2021/2022. Medalistka zimowego olimpijskiego festiwalu młodzieży Europy oraz mistrzostw kraju.

## Przebieg kariery
W styczniu 2020 zadebiutowała w FIS Cupie, zajmując kolejno 7. i 12. miejsce w Rastbüchl, ale przez swój młody wiek nie zdobyła punktów. Pierwsze punkty cyklu FIS Cup zdobyła 11 grudnia 2020, zajmując 16. lokatę w Kanderstegu.
W lipcu 2021 wystartowała w Letnim Pucharze Kontynentalnym, zajmując 14. i 25. pozycje w zawodach w Kuopio. W sierpniu dwukrotnie zwyciężyła w zawodach FIS Cup rozgrywanych w Einsiedeln, a w zimowej części sezonu 2021/2022 jeszcze trzykrotnie, w Kanderstegu i Oberhofie, stawała na podium tego cyklu, dzięki czemu zwyciężyła w jego klasyfikacji generalnej. W styczniu 2022 zadebiutowała w zimowej edycji Pucharu Kontynentalnego, zajmując 26. pozycję w zawodach w Innsbrucku. 12 marca 2022 zawodniczka zadebiutowała w Pucharze Świata. W zawodach w Oberhofie zajęła 25. miejsce, tym samym zdobywając pierwsze punkty PŚ. Pod koniec sezonu 2021/2022 wzięła udział w Mistrzostwach Świata Juniorów 2022 w Zakopanem, gdzie indywidualnie zajęła 11. lokatę. Wystartowała również na Zimowym Olimpijskim Festiwalu Młodzieży Europy 2022, na którym zdobyła brązowy medal indywidualnie oraz w drużynie mieszanej. 6 sierpnia 2022 zadebiutowała w Letnim Grand Prix. W Courchevel uplasowała się na 25. pozycji, jednocześnie zdobywając swoje pierwsze punkty w tym cyklu.
Zdobywała medale mistrzostw Szwajcarii: złoty w 2017 i 2020, srebrny w 2018 i 2021 oraz brązowy w 2019.

## Mistrzostwa świata
| Miejsce | Dzień     | Rok  | Miejscowość | Skocznia            | Punkt K | HS     | Konkurs      | Skok 1  | Skok 2 | Nota                  | Strata                   | Zwycięzca                |
| ------- | --------- | ---- | ----------- | ------------------- | ------- | ------ | ------------ | ------- | ------ | --------------------- | ------------------------ | ------------------------ |
| NQ      | 23 lutego | 2023 | Planica     | Srednja skakalnica  | K-95    | HS-102 | indywid.     | 80,5 m  | 80,5 m | 84,6 pkt              | Nie zakwalifikowała się. | Nie zakwalifikowała się. |
| 7.      | 26 lutego | 2023 | Planica     | Srednja skakalnica  | K-95    | HS-102 | druż. miesz. | 84,0 m  | 88,5 m | 879,2 pkt (197,2 pkt) | 138,0 pkt                | Niemcy                   |
| 33.     | 1 marca   | 2023 | Planica     | Bloudkova velikanka | K-125   | HS-138 | indywid.     | 101,5 m | –      | 82,8 pkt              | 181,4 pkt                | Alexandria Loutitt       |

## Mistrzostwa świata juniorów
| Miejsce | Dzień    | Rok  | Miejscowość | Skocznia              | Punkt K | HS     | Konkurs      | Skok 1 | Skok 2 | Nota                  | Strata   | Zwyciężczyni       |
| ------- | -------- | ---- | ----------- | --------------------- | ------- | ------ | ------------ | ------ | ------ | --------------------- | -------- | ------------------ |
| 11.     | 3 marca  | 2022 | Zakopane    | Średnia Krokiew       | K-95    | HS-105 | indywid.     | 90,0 m | 90,5 m | 202,1 pkt             | 38,4 pkt | Nika Prevc         |
| 9.      | 2 lutego | 2023 | Whistler    | Whistler Olympic Park | K-95    | HS-104 | indywid.     | 88,0 m | 87,0 m | 194,9 pkt             | 65,8 pkt | Alexandria Loutitt |
| 4.      | 5 lutego | 2023 | Whistler    | Whistler Olympic Park | K-95    | HS-104 | druż. miesz. | 90,5 m | 93,5 m | 864,5 pkt (216,6 pkt) | 55,7 pkt | Słowenia           |

## Igrzyska europejskie
| Miejsce | Dzień      | Rok  | Miejscowość | Skocznia        | Punkt K | HS     | Konkurs      | Skok 1  | Skok 2  | Nota                  | Strata    | Zwyciężczyni               |
| ------- | ---------- | ---- | ----------- | --------------- | ------- | ------ | ------------ | ------- | ------- | --------------------- | --------- | -------------------------- |
| 23.     | 27 czerwca | 2023 | Zakopane    | Średnia Krokiew | K-95    | HS-105 | indywid.     | 76,5 m  | 79,5 m  | 167,5 pkt             | 95,1 pkt  | Jacqueline Seifriedsberger |
| 6.      | 29 czerwca | 2023 | Zakopane    | Średnia Krokiew | K-95    | HS-105 | druż. miesz. | 91,5 m  | 90,0 m  | 765,7 pkt (189,3 pkt) | 173,6 pkt | Austria                    |
| 20.     | 30 czerwca | 2023 | Zakopane    | Wielka Krokiew  | K-125   | HS-140 | indywid.     | 107,5 m | 113,5 m | 161,2 pkt             | 116,2 pkt | Nika Križnar               |

## Zimowy olimpijski festiwal młodzieży Europy
| Miejsce | Dzień       | Rok  | Miejscowość | Skocznia           | Punkt K | HS     | Konkurs      | Skok 1 | Skok 2 | Nota                  | Strata   | Zwyciężczyni |
| ------- | ----------- | ---- | ----------- | ------------------ | ------- | ------ | ------------ | ------ | ------ | --------------------- | -------- | ------------ |
| 3.      | 24 marca    | 2022 | Lahti       | Salpausselkä       | K-90    | HS-100 | indywid.     | 87,5 m | 90,0 m | 221,5 pkt             | 34,0 pkt | Nika Prevc   |
| 3.      | 25 marca    | 2022 | Lahti       | Salpausselkä       | K-90    | HS-100 | druż. miesz. | 89,0 m | 86,5 m | 857,0 pkt (212,0 pkt) | 56,0 pkt | Słowenia     |
| 2.      | 23 stycznia | 2023 | Planica     | Srednja skakalnica | K-95    | HS-102 | indywid.     | 89,5 m | 88,5 m | 207,3 pkt             | 23,3 pkt | Nika Prevc   |

## Puchar Świata

### Miejsca w klasyfikacji generalnej
| Sezon     | Miejsce |
| --------- | ------- |
| 2021/2022 | 50.     |
| 2022/2023 | 43.     |
| 2023/2024 | 52.     |

### Miejsca w poszczególnych konkursach indywidualnychPucharu Świata
stan na 16 lutego 2025
| Źródło | Źródło      | Źródło      | Źródło      | Źródło                 | Źródło                 | Źródło     | Źródło  | Źródło  | Źródło    | Źródło    | Źródło     | Źródło     | Źródło       | Źródło       | Źródło      | Źródło     | Źródło     | Źródło     | Źródło     | Źródło    | Źródło    | Źródło    | Źródło      | Źródło      | Źródło | Źródło | Źródło | Źródło | Źródło | Źródło | Źródło | Źródło | Źródło | Źródło | Źródło | Źródło | Źródło | Źródło | Źródło | Źródło | Źródło | Źródło | Źródło | Źródło | Źródło | Źródło | Źródło | Źródło | Źródło |
| --- | ----------- | ----------- | ----------- | ---------------------- | ---------------------- | ---------- | ------- | ------- | --------- | --------- | ---------- | ---------- | ------------ | ------------ | ----------- | ---------- | ---------- | ---------- | ---------- | --------- | --------- | --------- | ----------- | ----------- | ------ | ------ | ------ | ------ | ------ | ------ | ------ | ------ | ------ | ------ | ------ | ------ | ------ | ------ | ------ | ------ | ------ | ------ | ------ | ------ | ------ | ------ | ------ | ------ | ------ |
| Sezon 2021/2022 |             |             |             |                        |                        |            |         |         |           |           |            |            |              |              |             |            |            |            |            |           |           |           |             |             |        |        |        |        |        |        |        |        |        |        |        |        |        |        |        |        |        |        |        |        |        |        |        |        |        |
| Niżny Tagił | Niżny Tagił | Lillehammer | Lillehammer | Klingenthal            | Klingenthal            | Ramsau     | Ljubno  | Ljubno  | Willingen | Willingen | Hinzenbach | Hinzenbach | Lillehammer  | Lillehammer  | Oslo        | Oslo       | Oberhof    | Oberhof    | punkty     | punkty    | punkty    | punkty    | punkty      | punkty      | punkty | punkty | punkty | punkty | punkty | punkty | punkty | punkty | punkty | punkty | punkty | punkty | punkty |        |        |        |        |        |        |        |        |        |        |        |        |
| - | -           | -           | -           | -                      | -                      | -          | -       | -       | -         | -         | -          | -          | -            | -            | -           | -          | 25         | 29         | 8          | 8         | 8         | 8         | 8           | 8           | 8      | 8      | 8      | 8      | 8      | 8      | 8      | 8      | 8      | 8      | 8      | 8      | 8      |        |        |        |        |        |        |        |        |        |        |        |        |
| Sezon 2022/2023 |             |             |             |                        |                        |            |         |         |           |           |            |            |              |              |             |            |            |            |            |           |           |           |             |             |        |        |        |        |        |        |        |        |        |        |        |        |        |        |        |        |        |        |        |        |        |        |        |        |        |
| Wisła | Wisła       | Lillehammer | Lillehammer | Titisee-Neustadt       | Villach                | Villach    | Ljubno  | Ljubno  | Sapporo   | Sapporo   | Zaō        | Zaō        | Hinterzarten | Hinterzarten | Willingen   | Willingen  | Hinzenbach | Hinzenbach | Râșnov     | Râșnov    | Oslo      | Oslo      | Lillehammer | Lillehammer | Lahti  | punkty |        |        |        |        |        |        |        |        |        |        |        |        |        |        |        |        |        |        |        |        |        |        |        |
| q | 40          | 30          | 31          | -                      | 32                     | 21         | 36      | 27      | -         | -         | -          | -          | -            | -            | -           | -          | 30         | 30         | -          | -         | 35        | 29        | 20          | 38          | -      | 30     |        |        |        |        |        |        |        |        |        |        |        |        |        |        |        |        |        |        |        |        |        |        |        |
| Sezon 2023/2024 |             |             |             |                        |                        |            |         |         |           |           |            |            |              |              |             |            |            |            |            |           |           |           |             |             |        |        |        |        |        |        |        |        |        |        |        |        |        |        |        |        |        |        |        |        |        |        |        |        |        |
| Lillehammer | Lillehammer | Engelberg   | Engelberg   | Garmisch-Partenkirchen | Oberstdorf             | Villach    | Villach | Sapporo | Sapporo   | Zaō       | Ljubno     | Ljubno     | Willingen    | Willingen    | Hinzenbach  | Hinzenbach | Lahti      | Oslo       | Oslo       | Trondheim | Trondheim | Vikersund | Planica     | punkty      | punkty | punkty | punkty | punkty | punkty | punkty | punkty | punkty | punkty | punkty | punkty | punkty | punkty | punkty | punkty | punkty | punkty | punkty |        |        |        |        |        |        |        |
| 30 | 30          | 35          | 33          | 39                     | 38                     | q          | 40      | q       | 38        | 34        | -          | -          | -            | -            | q           | 33         | -          | 26         | 36         | 40        | q         | -         | -           | 7           | 7      | 7      | 7      | 7      | 7      | 7      | 7      | 7      | 7      | 7      | 7      | 7      | 7      | 7      | 7      | 7      | 7      | 7      |        |        |        |        |        |        |        |
| Sezon 2024/2025 |             |             |             |                        |                        |            |         |         |           |           |            |            |              |              |             |            |            |            |            |           |           |           |             |             |        |        |        |        |        |        |        |        |        |        |        |        |        |        |        |        |        |        |        |        |        |        |        |        |        |
| Lillehammer | Lillehammer | Zhangjiakou | Zhangjiakou | Engelberg              | Garmisch-Partenkirchen | Oberstdorf | Villach | Villach | Sapporo   | Sapporo   | Zaō        | Zaō        | Willingen    | Lake Placid  | Lake Placid | Ljubno     | Ljubno     | Hinzenbach | Hinzenbach | Oslo      | Vikersund | Vikersund | Lahti       | Lahti       | punkty | punkty | punkty | punkty | punkty | punkty | punkty | punkty | punkty | punkty | punkty | punkty | punkty | punkty | punkty | punkty | punkty | punkty | punkty |        |        |        |        |        |        |
| - | -           | 37          | q           | 36                     | -                      | -          | -       | -       | -         | -         | -          | -          | -            | 30           | 32          | -          | -          |            |            |           |           |           |             |             | 1      | 1      | 1      | 1      | 1      | 1      | 1      | 1      | 1      | 1      | 1      | 1      | 1      | 1      | 1      | 1      | 1      | 1      | 1      |        |        |        |        |        |        |
| Legenda |             |             |             |                        |                        |            |         |         |           |           |            |            |              |              |             |            |            |            |            |           |           |           |             |             |        |        |        |        |        |        |        |        |        |        |        |        |        |        |        |        |        |        |        |        |        |        |        |        |        |
| 1 2 3 4-10 11-30 poniżej 30 dq – dyskwalifikacja q – dyskwalifikacja w kwalifikacjach q – zawodniczka nie zakwalifikowała się - – zawodniczka nie wystartowała |             |             |             |                        |                        |            |         |         |           |           |            |            |              |              |             |            |            |            |            |           |           |           |             |             |        |        |        |        |        |        |        |        |        |        |        |        |        |        |        |        |        |        |        |        |        |        |        |        |        |

### Miejsca w poszczególnych konkursach drużynowychPucharu Świata
stan po zakończeniu sezonu 2023/2024
| Źródło                                                                              | Źródło          | Źródło          | Źródło          | Źródło          | Źródło          | Źródło          | Źródło          | Źródło          | Źródło      |
| ----------------------------------------------------------------------------------- | --------------- | --------------- | --------------- | --------------- | --------------- | --------------- | --------------- | --------------- | ----------- |
| Sezon 2023/2024                                                                     | Sezon 2023/2024 | Sezon 2023/2024 | Sezon 2023/2024 | Sezon 2023/2024 | Sezon 2023/2024 | Sezon 2023/2024 | Sezon 2023/2024 | Sezon 2023/2024 | Zaō (duety) |
| Sezon 2023/2024                                                                     | Sezon 2023/2024 | Sezon 2023/2024 | Sezon 2023/2024 | Sezon 2023/2024 | Sezon 2023/2024 | Sezon 2023/2024 | Sezon 2023/2024 | Sezon 2023/2024 | 11          |
| Legenda                                                                             |                 |                 |                 |                 |                 |                 |                 |                 |             |
| 1 2 3 4-8 poniżej 8 (Duety: 1 2 3 4-12 poniżej 12) - – zawodniczka nie wystartowała |                 |                 |                 |                 |                 |                 |                 |                 |             |

### Raw Air

#### Miejsca w klasyfikacji generalnej
| Sezon | Miejsce |
| ----- | ------- |
| 2023  | 28.     |
| 2024  | 39.     |

### Turniej Sylwestrowy

#### Miejsca w klasyfikacji generalnej
| Sezon     | Miejsce |
| --------- | ------- |
| 2022/2023 | 30.     |

### Turniej Dwóch Nocy

#### Miejsca w klasyfikacji generalnej
| Sezon     | Miejsce |
| --------- | ------- |
| 2023/2024 | 41.     |

## Letnie Grand Prix

### Miejsca w klasyfikacji generalnej
| Sezon | Miejsce |
| ----- | ------- |
| 2022  | 37.     |
| 2023  | 29.     |

### Miejsca w poszczególnych konkursachLGP
stan po zakończeniu LGP 2024
| 2022 |                  |                  |               |                   |              |                   |        |        |        |        |        |        |        |        |        |        |        |        |        |        |        |        |        |        |        |
| Wisła 23.07 | Wisła 24.07      | Courchevel 06.08 | Râșnov 17.09  | Klingenthal 02.10 | punkty       | punkty            | punkty | punkty | punkty | punkty | punkty | punkty | punkty | punkty | punkty | punkty | punkty | punkty | punkty | punkty | punkty | punkty | punkty |        |        |
| - | -                | 25               | 12            | 33                | 28           | 28                | 28     | 28     | 28     | 28     | 28     | 28     | 28     | 28     | 28     | 28     | 28     | 28     | 28     | 28     | 28     | 28     | 28     |        |        |
| 2023 |                  |                  |               |                   |              |                   |        |        |        |        |        |        |        |        |        |        |        |        |        |        |        |        |        |        |        |
| Courchevel 29.07 | Courchevel 30.07 | Szczyrk 05.08    | Szczyrk 06.08 | Râșnov 23.09      | Râșnov 24.09 | Klingenthal 07.10 | punkty | punkty | punkty | punkty | punkty | punkty | punkty | punkty | punkty | punkty | punkty | punkty | punkty | punkty | punkty | punkty | punkty | punkty | punkty |
| - | -                | 16               | 13            | -                 | -            | 20                | 46     | 46     | 46     | 46     | 46     | 46     | 46     | 46     | 46     | 46     | 46     | 46     | 46     | 46     | 46     | 46     | 46     | 46     | 46     |
| 2024 |                  |                  |               |                   |              |                   |        |        |        |        |        |        |        |        |        |        |        |        |        |        |        |        |        |        |        |
| Courchevel 13.08 | Courchevel 14.08 | Râșnov 21.09     | Râșnov 22.09  | Klingenthal 05.10 | punkty       | punkty            | punkty | punkty | punkty | punkty | punkty | punkty | punkty | punkty | punkty | punkty | punkty | punkty | punkty | punkty | punkty | punkty | punkty |        |        |
| - | -                | -                | -             | 37                | 0            | 0                 | 0      | 0      | 0      | 0      | 0      | 0      | 0      | 0      | 0      | 0      | 0      | 0      | 0      | 0      | 0      | 0      | 0      |        |        |
| Legenda |                  |                  |               |                   |              |                   |        |        |        |        |        |        |        |        |        |        |        |        |        |        |        |        |        |        |        |
| 1 2 3 4-10 11-30 poniżej 30 dq – dyskwalifikacja q – dyskwalifikacja w kwalifikacjach q – zawodniczka nie zakwalifikowała się - – zawodniczka nie wystartowała |                  |                  |               |                   |              |                   |        |        |        |        |        |        |        |        |        |        |        |        |        |        |        |        |        |        |        |

## Puchar Interkontynentalny

### Miejsca w klasyfikacji generalnej
| Sezon     | Miejsce |
| --------- | ------- |
| 2023/2024 | 36.     |

### Miejsca na podium w konkursach indywidualnych Pucharu Interkontynentalnego chronologicznie
| 1. | 4 stycznia | 2025 | Falun | Lugnet | K-90 | HS-100 | 89,5 m | 92,5 m | 215,9 pkt | 2. | 21,6 pkt | Emely Torazza |
| 2. | 5 stycznia | 2025 | Falun | Lugnet | K-90 | HS-100 | 89,5 m | 92,0 m | 220,7 pkt | 3. | 27,5 pkt | Emely Torazza |

### Miejsca w poszczególnych konkursachPucharu Interkontynentalnego
stan na 9 lutego 2025
| Źródło                                                                            | Źródło            | Źródło        | Źródło        | Źródło      | Źródło      | Źródło              | Źródło              | Źródło         | Źródło         | Źródło        | Źródło        | Źródło      | Źródło      | Źródło | Źródło | Źródło | Źródło | Źródło | Źródło | Źródło | Źródło | Źródło | Źródło | Źródło | Źródło | Źródło | Źródło | Źródło | Źródło | Źródło | Źródło | Źródło | Źródło | Źródło | Źródło | Źródło | Źródło | Źródło | Źródło |
| --------------------------------------------------------------------------------- | ----------------- | ------------- | ------------- | ----------- | ----------- | ------------------- | ------------------- | -------------- | -------------- | ------------- | ------------- | ----------- | ----------- | ------ | ------ | ------ | ------ | ------ | ------ | ------ | ------ | ------ | ------ | ------ | ------ | ------ | ------ | ------ | ------ | ------ | ------ | ------ | ------ | ------ | ------ | ------ | ------ | ------ | ------ |
| Sezon 2023/2024                                                                   |                   |               |               |             |             |                     |                     |                |                |               |               |             |             |        |        |        |        |        |        |        |        |        |        |        |        |        |        |        |        |        |        |        |        |        |        |        |        |        |        |
| Lillehammer                                                                       | Lillehammer       | Notodden      | Notodden      | Falun       | Falun       | Innsbruck           | Innsbruck           | Brotterode     | Brotterode     | Lahti         | Lahti         | punkty      | punkty      | punkty | punkty | punkty | punkty | punkty | punkty | punkty | punkty | punkty | punkty | punkty | punkty | punkty | punkty | punkty | punkty | punkty |        |        |        |        |        |        |        |        |        |
| -                                                                                 | -                 | -             | -             | -           | -           | -                   | -                   | 14             | 4              | -             | -             | 68          | 68          | 68     | 68     | 68     | 68     | 68     | 68     | 68     | 68     | 68     | 68     | 68     | 68     | 68     | 68     | 68     | 68     | 68     |        |        |        |        |        |        |        |        |        |
| Sezon 2024/2025                                                                   |                   |               |               |             |             |                     |                     |                |                |               |               |             |             |        |        |        |        |        |        |        |        |        |        |        |        |        |        |        |        |        |        |        |        |        |        |        |        |        |        |
| Zhangjiakou HS106                                                                 | Zhangjiakou HS106 | Notodden HS98 | Notodden HS98 | Falun HS100 | Falun HS100 | Bischofshofen HS142 | Bischofshofen HS142 | Eisenerz HS109 | Eisenerz HS109 | Oberhof HS100 | Oberhof HS100 | Lahti HS116 | Lahti HS116 | punkty |        |        |        |        |        |        |        |        |        |        |        |        |        |        |        |        |        |        |        |        |        |        |        |        |        |
| 9                                                                                 | 9                 | -             | -             | 2           | 3           | 15                  | 12                  | -              | -              |               |               |             |             | 236    |        |        |        |        |        |        |        |        |        |        |        |        |        |        |        |        |        |        |        |        |        |        |        |        |        |
| Legenda                                                                           |                   |               |               |             |             |                     |                     |                |                |               |               |             |             |        |        |        |        |        |        |        |        |        |        |        |        |        |        |        |        |        |        |        |        |        |        |        |        |        |        |
| 1 2 3 4-10 11-30 poniżej 30 dq – dyskwalifikacja - – zawodniczka nie wystartowała |                   |               |               |             |             |                     |                     |                |                |               |               |             |             |        |        |        |        |        |        |        |        |        |        |        |        |        |        |        |        |        |        |        |        |        |        |        |        |        |        |

## Letni Puchar Interkontynentalny

### Miejsca w klasyfikacji generalnej
| Sezon | Miejsce |
| ----- | ------- |
| 2023  | 7.      |
| 2024  | 2.      |

### Zwycięstwa w konkursach indywidualnych Letniego Pucharu Interkontynentalnego chronologicznie
| 1. | 29 września | 2024 | Einsiedeln | im. Andreasa Küttela | K-105 | HS-117 | 106,5 m | 106,5 m | 234,0 pkt |

### Miejsca na podium w konkursach indywidualnych Letniego Pucharu Interkontynentalnego chronologicznie
| 1. | 17 września | 2023 | Stams      | Brunnentalschanzen   | K-105 | HS-115 | 107,5 m | 104,0 m | 228,3 pkt | 3. | 21,5 pkt | Annika Sieff |
| 2. | 28 września | 2024 | Einsiedeln | im. Andreasa Küttela | K-105 | HS-117 | 104,0 m | 105,0 m | 229,1 pkt | 2. | 3,0 pkt  | Maja Kovačič |
| 3. | 29 września | 2024 | Einsiedeln | im. Andreasa Küttela | K-105 | HS-117 | 106,5 m | 106,5 m | 234,0 pkt | 1. | –        | –            |

### Miejsca w poszczególnych konkursachLetniego Pucharu Interkontynentalnego
stan po zakończeniu LPI 2024
| Źródło                                                                            | Źródło             | Źródło          | Źródło          | Źródło      | Źródło      | Źródło           | Źródło           | Źródło      | Źródło      | Źródło | Źródło | Źródło | Źródło | Źródło | Źródło | Źródło | Źródło | Źródło | Źródło | Źródło | Źródło | Źródło | Źródło | Źródło | Źródło | Źródło | Źródło | Źródło | Źródło | Źródło | Źródło | Źródło | Źródło | Źródło | Źródło | Źródło | Źródło | Źródło | Źródło |
| --------------------------------------------------------------------------------- | ------------------ | --------------- | --------------- | ----------- | ----------- | ---------------- | ---------------- | ----------- | ----------- | ------ | ------ | ------ | ------ | ------ | ------ | ------ | ------ | ------ | ------ | ------ | ------ | ------ | ------ | ------ | ------ | ------ | ------ | ------ | ------ | ------ | ------ | ------ | ------ | ------ | ------ | ------ | ------ | ------ | ------ |
| 2023                                                                              |                    |                 |                 |             |             |                  |                  |             |             |        |        |        |        |        |        |        |        |        |        |        |        |        |        |        |        |        |        |        |        |        |        |        |        |        |        |        |        |        |        |
| Oslo                                                                              | Oslo               | Stams           | Stams           | punkty      | punkty      | punkty           | punkty           | punkty      | punkty      | punkty | punkty | punkty | punkty | punkty | punkty | punkty | punkty | punkty | punkty | punkty | punkty | punkty |        |        |        |        |        |        |        |        |        |        |        |        |        |        |        |        |        |
| -                                                                                 | -                  | 5               | 3               | 105         | 105         | 105              | 105              | 105         | 105         | 105    | 105    | 105    | 105    | 105    | 105    | 105    | 105    | 105    | 105    | 105    | 105    | 105    |        |        |        |        |        |        |        |        |        |        |        |        |        |        |        |        |        |
| 2024                                                                              |                    |                 |                 |             |             |                  |                  |             |             |        |        |        |        |        |        |        |        |        |        |        |        |        |        |        |        |        |        |        |        |        |        |        |        |        |        |        |        |        |        |
| Hinterzarten HS109                                                                | Hinterzarten HS109 | Trondheim HS102 | Trondheim HS102 | Stams HS115 | Stams HS115 | Einsiedeln HS117 | Einsiedeln HS117 | Otepää HS97 | Otepää HS97 | punkty | punkty | punkty | punkty | punkty | punkty | punkty | punkty | punkty | punkty | punkty | punkty | punkty | punkty | punkty | punkty | punkty | punkty | punkty |        |        |        |        |        |        |        |        |        |        |        |
| 16                                                                                | 12                 | -               | -               | 4           | 12          | 2                | 1                | -           | -           | 289    | 289    | 289    | 289    | 289    | 289    | 289    | 289    | 289    | 289    | 289    | 289    | 289    | 289    | 289    | 289    | 289    | 289    | 289    |        |        |        |        |        |        |        |        |        |        |        |
| Legenda                                                                           |                    |                 |                 |             |             |                  |                  |             |             |        |        |        |        |        |        |        |        |        |        |        |        |        |        |        |        |        |        |        |        |        |        |        |        |        |        |        |        |        |        |
| 1 2 3 4-10 11-30 poniżej 30 dq – dyskwalifikacja - – zawodniczka nie wystartowała |                    |                 |                 |             |             |                  |                  |             |             |        |        |        |        |        |        |        |        |        |        |        |        |        |        |        |        |        |        |        |        |        |        |        |        |        |        |        |        |        |        |

## Puchar Kontynentalny

### Miejsca w klasyfikacji generalnej
| Sezon     | Miejsce |
| --------- | ------- |
| 2021/2022 | 82.     |
| 2022/2023 | 12.     |

### Miejsca na podium w konkursach indywidualnych Pucharu Kontynentalnego chronologicznie
| 1. | 9 grudnia  | 2022 | Vikersund | Vikersundbakken | K-105 | HS-117 | 110,5 m | 107,5 m | 246,4 pkt | 2. | 0,3 pkt | Nora Midtsundstad |
| 2. | 10 grudnia | 2022 | Vikersund | Vikersundbakken | K-105 | HS-117 | 109,5 m | 113,0 m | 253,4 pkt | 2. | 7,0 pkt | Nora Midtsundstad |

### Miejsca w poszczególnych konkursachPucharu Kontynentalnego
| Źródło                                                                            | Źródło      | Źródło    | Źródło    | Źródło   | Źródło   | Źródło    | Źródło    | Źródło     | Źródło     | Źródło    | Źródło    | Źródło   | Źródło   | Źródło      | Źródło      | Źródło | Źródło | Źródło | Źródło | Źródło | Źródło | Źródło | Źródło | Źródło | Źródło | Źródło | Źródło | Źródło | Źródło | Źródło | Źródło | Źródło | Źródło | Źródło | Źródło | Źródło | Źródło | Źródło | Źródło |
| --------------------------------------------------------------------------------- | ----------- | --------- | --------- | -------- | -------- | --------- | --------- | ---------- | ---------- | --------- | --------- | -------- | -------- | ----------- | ----------- | ------ | ------ | ------ | ------ | ------ | ------ | ------ | ------ | ------ | ------ | ------ | ------ | ------ | ------ | ------ | ------ | ------ | ------ | ------ | ------ | ------ | ------ | ------ | ------ |
| Sezon 2021/2022                                                                   |             |           |           |          |          |           |           |            |            |           |           |          |          |             |             |        |        |        |        |        |        |        |        |        |        |        |        |        |        |        |        |        |        |        |        |        |        |        |        |
| Zhangjiakou                                                                       | Zhangjiakou | Vikersund | Vikersund | Notodden | Notodden | Innsbruck | Innsbruck | Brotterode | Brotterode | Park City | Park City | Whistler | Whistler | Lake Placid | Lake Placid | punkty | punkty | punkty | punkty | punkty | punkty | punkty | punkty | punkty | punkty | punkty | punkty | punkty | punkty | punkty | punkty | punkty | punkty | punkty |        |        |        |        |        |
| -                                                                                 | -           | -         | -         | -        | -        | 26        | 27        | -          | -          | -         | -         | -        | -        | -           | -           | 9      | 9      | 9      | 9      | 9      | 9      | 9      | 9      | 9      | 9      | 9      | 9      | 9      | 9      | 9      | 9      | 9      | 9      | 9      |        |        |        |        |        |
| Sezon 2022/2023                                                                   |             |           |           |          |          |           |           |            |            |           |           |          |          |             |             |        |        |        |        |        |        |        |        |        |        |        |        |        |        |        |        |        |        |        |        |        |        |        |        |
| Vikersund                                                                         | Vikersund   | Notodden  | Notodden  | Eisenerz | Eisenerz | Lahti     | Lahti     | punkty     | punkty     | punkty    | punkty    | punkty   | punkty   | punkty      | punkty      | punkty | punkty | punkty | punkty | punkty | punkty | punkty | punkty | punkty | punkty | punkty |        |        |        |        |        |        |        |        |        |        |        |        |        |
| 2                                                                                 | 2           | -         | -         | -        | -        | -         | -         | 160        | 160        | 160       | 160       | 160      | 160      | 160         | 160         | 160    | 160    | 160    | 160    | 160    | 160    | 160    | 160    | 160    | 160    | 160    |        |        |        |        |        |        |        |        |        |        |        |        |        |
| Legenda                                                                           |             |           |           |          |          |           |           |            |            |           |           |          |          |             |             |        |        |        |        |        |        |        |        |        |        |        |        |        |        |        |        |        |        |        |        |        |        |        |        |
| 1 2 3 4-10 11-30 poniżej 30 dq – dyskwalifikacja - – zawodniczka nie wystartowała |             |           |           |          |          |           |           |            |            |           |           |          |          |             |             |        |        |        |        |        |        |        |        |        |        |        |        |        |        |        |        |        |        |        |        |        |        |        |        |

## Letni Puchar Kontynentalny

### Miejsca w klasyfikacji generalnej
| Sezon | Miejsce |
| ----- | ------- |
| 2021  | 44.     |

### Miejsca w poszczególnych konkursachLetniego Pucharu Kontynentalnego
| Źródło                                                                            | Źródło | Źródło | Źródło | Źródło | Źródło | Źródło | Źródło | Źródło | Źródło | Źródło | Źródło | Źródło | Źródło | Źródło | Źródło | Źródło | Źródło | Źródło | Źródło | Źródło | Źródło | Źródło | Źródło | Źródło | Źródło | Źródło |
| --------------------------------------------------------------------------------- | ------ | ------ | ------ | ------ | ------ | ------ | ------ | ------ | ------ | ------ | ------ | ------ | ------ | ------ | ------ | ------ | ------ | ------ | ------ | ------ | ------ | ------ | ------ | ------ | ------ | ------ |
| 2021                                                                              |        |        |        |        |        |        |        |        |        |        |        |        |        |        |        |        |        |        |        |        |        |        |        |        |        |        |
| Kuopio                                                                            | Kuopio | Râșnov | Râșnov | Oslo   | Oslo   | punkty | punkty | punkty | punkty | punkty | punkty | punkty | punkty | punkty | punkty | punkty | punkty | punkty | punkty | punkty | punkty | punkty | punkty | punkty |        |        |
| 14                                                                                | 25     | -      | -      | -      | -      | 24     | 24     | 24     | 24     | 24     | 24     | 24     | 24     | 24     | 24     | 24     | 24     | 24     | 24     | 24     | 24     | 24     | 24     | 24     |        |        |
| Legenda                                                                           |        |        |        |        |        |        |        |        |        |        |        |        |        |        |        |        |        |        |        |        |        |        |        |        |        |        |
| 1 2 3 4-10 11-30 poniżej 30 dq – dyskwalifikacja - – zawodniczka nie wystartowała |        |        |        |        |        |        |        |        |        |        |        |        |        |        |        |        |        |        |        |        |        |        |        |        |        |        |

## FIS Cup

### Miejsca w klasyfikacji generalnej
| Sezon     | Miejsce |
| --------- | ------- |
| 2020/2021 | 36.     |
| 2021/2022 | 1.      |
| 2022/2023 | 48.     |

### Zwycięstwa w konkursach indywidualnych FIS Cupu chronologicznie
| 1. | 28 sierpnia | 2021 | Einsiedeln | im. Andreasa Küttela | K-105 | HS-117 | 102,0 m | 104,5 m | 222,6 pkt |
| 2. | 29 sierpnia | 2021 | Einsiedeln | im. Andreasa Küttela | K-105 | HS-117 | 110,0 m | 106,0 m | 235,0 pkt |

### Miejsca na podium w konkursach indywidualnych FIS Cupu chronologicznie
| 1. | 28 sierpnia | 2021 | Einsiedeln | im. Andreasa Küttela | K-105 | HS-117 | 102,0 m | 104,5 m | 222,6 pkt | 1. | –        | –             |
| 2. | 29 sierpnia | 2021 | Einsiedeln | im. Andreasa Küttela | K-105 | HS-117 | 110,0 m | 106,0 m | 235,0 pkt | 1. | –        | –             |
| 3. | 11 grudnia  | 2021 | Kandersteg | Lötschberg-Schanze   | K-95  | HS-106 | 87,5 m  | 94,5 m  | 212,7 pkt | 2. | 13,4 pkt | Emma Chervet  |
| 4. | 26 lutego   | 2022 | Oberhof    | Kanzlersgrund        | K-90  | HS-100 | 87,0 m  | 88,0 m  | 208,0 pkt | 2. | 16,8 pkt | Anna Hoffmann |
| 5. | 27 lutego   | 2022 | Oberhof    | Kanzlersgrund        | K-90  | HS-100 | 92,0 m  | 93,0 m  | 238,0 pkt | 3. | 8,5 pkt  | Anna Twardosz |

### Miejsca w poszczególnych konkursachFIS Cupu
| Źródło                                                                            | Źródło     | Źródło      | Źródło      | Źródło    | Źródło    | Źródło     | Źródło     | Źródło  | Źródło  | Źródło         | Źródło         | Źródło    | Źródło    | Źródło     | Źródło     | Źródło   | Źródło  | Źródło  | Źródło  | Źródło  | Źródło | Źródło | Źródło | Źródło | Źródło | Źródło | Źródło | Źródło | Źródło | Źródło | Źródło | Źródło | Źródło | Źródło | Źródło | Źródło | Źródło | Źródło | Źródło |
| --------------------------------------------------------------------------------- | ---------- | ----------- | ----------- | --------- | --------- | ---------- | ---------- | ------- | ------- | -------------- | -------------- | --------- | --------- | ---------- | ---------- | -------- | ------- | ------- | ------- | ------- | ------ | ------ | ------ | ------ | ------ | ------ | ------ | ------ | ------ | ------ | ------ | ------ | ------ | ------ | ------ | ------ | ------ | ------ | ------ |
| Sezon 2019/2020                                                                   |            |             |             |           |           |            |            |         |         |                |                |           |           |            |            |          |         |         |         |         |        |        |        |        |        |        |        |        |        |        |        |        |        |        |        |        |        |        |        |
| Szczyrk                                                                           | Szczyrk    | Szczuczyńsk | Szczuczyńsk | Ljubno    | Ljubno    | Râșnov     | Râșnov     | Villach | Villach | Oberwiesenthal | Oberwiesenthal | Rastbüchl | Rastbüchl | Villach    | Villach    | punkty   | punkty  | punkty  | punkty  | punkty  | punkty | punkty | punkty | punkty | punkty | punkty | punkty | punkty | punkty | punkty | punkty | punkty | punkty | punkty |        |        |        |        |        |
| -                                                                                 | -          | -           | -           | -         | -         | -          | -          | -       | -       | -              | -              | 7         | 12        | -          | -          | 0        | 0       | 0       | 0       | 0       | 0      | 0      | 0      | 0      | 0      | 0      | 0      | 0      | 0      | 0      | 0      | 0      | 0      | 0      |        |        |        |        |        |
| Sezon 2020/2021                                                                   |            |             |             |           |           |            |            |         |         |                |                |           |           |            |            |          |         |         |         |         |        |        |        |        |        |        |        |        |        |        |        |        |        |        |        |        |        |        |        |
| Kandersteg                                                                        | Kandersteg | Szczyrk     | Szczyrk     | Villach   | Villach   | Oberhof    | Oberhof    | punkty  | punkty  | punkty         | punkty         | punkty    | punkty    | punkty     | punkty     | punkty   | punkty  | punkty  | punkty  | punkty  | punkty | punkty | punkty | punkty | punkty | punkty |        |        |        |        |        |        |        |        |        |        |        |        |        |
| 16                                                                                | 14         | -           | -           | -         | -         | 24         | 15         | 56      | 56      | 56             | 56             | 56        | 56        | 56         | 56         | 56       | 56      | 56      | 56      | 56      | 56     | 56     | 56     | 56     | 56     | 56     |        |        |        |        |        |        |        |        |        |        |        |        |        |
| Sezon 2021/2022                                                                   |            |             |             |           |           |            |            |         |         |                |                |           |           |            |            |          |         |         |         |         |        |        |        |        |        |        |        |        |        |        |        |        |        |        |        |        |        |        |        |
| Otepää                                                                            | Otepää     | Kuopio      | Kuopio      | Gérardmer | Gérardmer | Einsiedeln | Einsiedeln | Ljubno  | Ljubno  | Villach        | Villach        | Falun     | Falun     | Kandersteg | Kandersteg | Zakopane | Villach | Villach | Oberhof | Oberhof | punkty |        |        |        |        |        |        |        |        |        |        |        |        |        |        |        |        |        |        |
| -                                                                                 | -          | 14          | 14          | -         | -         | 1          | 1          | -       | -       | -              | -              | -         | -         | 8          | 2          | 10       | -       | -       | 2       | 3       | 514    |        |        |        |        |        |        |        |        |        |        |        |        |        |        |        |        |        |        |
| Sezon 2022/2023                                                                   |            |             |             |           |           |            |            |         |         |                |                |           |           |            |            |          |         |         |         |         |        |        |        |        |        |        |        |        |        |        |        |        |        |        |        |        |        |        |        |
| Szczyrk                                                                           | Szczyrk    | Einsiedeln  | Einsiedeln  | Kranj     | Kranj     | Villach    | Villach    | Szczyrk | Szczyrk | Villach        | Villach        | Oberhof   | Oberhof   | punkty     | punkty     | punkty   | punkty  | punkty  | punkty  | punkty  | punkty | punkty | punkty | punkty | punkty | punkty | punkty | punkty | punkty | punkty | punkty | punkty |        |        |        |        |        |        |        |
| -                                                                                 | -          | 7           | 10          | -         | -         | -          | -          | -       | -       | -              | -              | -         | -         | 62         | 62         | 62       | 62      | 62      | 62      | 62      | 62     | 62     | 62     | 62     | 62     | 62     | 62     | 62     | 62     | 62     | 62     | 62     |        |        |        |        |        |        |        |
| Legenda                                                                           |            |             |             |           |           |            |            |         |         |                |                |           |           |            |            |          |         |         |         |         |        |        |        |        |        |        |        |        |        |        |        |        |        |        |        |        |        |        |        |
| 1 2 3 4-10 11-30 poniżej 30 dq – dyskwalifikacja - – zawodniczka nie wystartowała |            |             |             |           |           |            |            |         |         |                |                |           |           |            |            |          |         |         |         |         |        |        |        |        |        |        |        |        |        |        |        |        |        |        |        |        |        |        |        |